# Вилијам Салиба
Вилијам Ален Андре Габријел Салиба (фр. William Alain André Gabriel Saliba; Бонди, 24. март 2001) професионални је француски фудбалер који игра на позицији центархалфа. Тренутно наступа за Арсенал и за репрезентацију Француске.

## Клупска каријера
У почетку каријере Салибу је тренирао отац Килијана Мбапеа. Године 2016. је прешао у омладински погон Сент Етјена, а две године касније се придружио првом тиму.
Дана 25. јула 2019. године Арсенал је објавио да је Салиба потписао уговор са клубом. Након потписивања за Арсенал, Салиба се вратио у Сент Етјен на позајмицу за сезону 2019/20. Након те је био на још две позајмице Ници и Олимпик Марсељу пре него што је званично дебитовао за Арсенал у Премијер лиги 5. августа 2022. године против Кристал паласа. Свој први гол за клуб постигао је две недеље касније у победи над Борнмутом.
Салиба је 7. јула 2023. потписао нови уговор са клубом до 2028. године.
На крају сезоне 2023/24. је постао први играч још од Лија Диксона који је одиграо сваки минут у лиги.

## Репрезентативна каријера
У новембру 2022, Салиба је позван у репрезентацију Француске која се такмичила у Катару на Светском првенству 2022.

## Трофеји
Арсенал
- ФА Комјунити шилд: 2020, 2023.